# Coeloseris
Genre
Coeloseris forme un genre de coraux de la famille des Agariciidae.

## Liste d'espèces
Selon World Register of Marine Species (21 juin 2015) et ITIS (21 juin 2015), Coeloseris ne comprend que l'espèce suivante :
- Coeloseris mayeri Vaughan, 1918